# Alfredo Vicente Scherer
Alfredo Vicente Scherer (ur. 5 lutego 1903 w Bom Princípio w archidiecezji Porto Alegre, zm. 8 marca 1996 w Porto Alegre) – brazylijski duchowny katolicki, kardynał, arcybiskup Porto Alegre.

## Życiorys
Studiował w seminarium duchownym w Porto Alegre i na Papieskim Uniwersytecie Gregoriańskim w Rzymie. Święcenia kapłańskie otrzymał 3 kwietnia 1926 roku w Rzymie. W latach 1926–1933 był sekretarzem arcybiskupa Porto Alegre. 
13 czerwca 1946 roku papież Pius XII mianował go biskupem tytularnym Emeria i biskupem pomocniczym Porto Alegre, zaś 30 grudnia tego samego roku podniósł go do godności arcybiskupa metropolity Porto Alegre. Konsekracji arcybiskupa dokonał 23 lutego 1947 roku abp. Carlo Chiarlo nuncjusz apostolski w Brazylii. Uczestniczył w obradach Soboru Watykańskiego II w latach 1962–1965. 
Na konsystorzu 28 kwietnia 1969 roku Paweł VI wyniósł go do godności kardynalskiej z tytułem prezbitera Nostra Signora de La Salette. Uczestnik obydwu konklawe w roku 1978. 29 sierpnia 1981 roku złożył rezygnację z zarządzania archidiecezją Porto Alegre i przeszedł na emeryturę. 
Pochowany w archikatedrze metropolitalnej w Porto Alegre.